# Freddie Lewis
Frederick L. « Freddie » Lewis, né le 1er juillet 1943 à Huntington, en Virginie-Occidentale, est un ancien joueur américain de basket-ball. Il évolue au poste de meneur.

## Biographie
Freddie Lewis est l'un des six joueurs à avoir participé à chacune des neuf saisons de l'American Basketball Association, avec Gerald Govan, Byron Beck, Stew Johnson, Bob Netolicky et Louie Dampier.

## Palmarès
- Champion ABA 1970, 1972, 1973
- 4 fois All-Star ABA (1968, 1970, 1972, 1975)
- MVP des playoffs ABA 1972
- MVP du All-Star Game ABA 1975